# Ким Джэган
Ким Джэган (кор. 김재강, р.16 августа 1987) — южнокорейский борец вольного стиля, чемпион Азии, призёр Азиатских игр.

## Биография
Родился в 1987 году. В 2008 году принял участие в Олимпийских играх в Пекине, но занял там лишь 15-е место. В 2010 году стал бронзовым призёром чемпионата Азии. На чемпионате Азии 2012 года завоевал серебряную медаль. В 2013 году стал чемпионом Азии. В 2015 году вновь стал бронзовым призёром чемпионата Азии. В 2018 году завоевал бронзовые медали чемпионата Азии и Азиатских игр.